# Dvors

Les Dvors sont une tribu d'origine slave habitant l'actuelle Samara et Saratov en Russie. En 1263, le tsar moscovite  Ivan-Vladimir I envahit la région. Dans la Russie médiévale, les Dvors sont célèbres pour leurs archers montés sur cheval très armurés.